# Starobésheve
Starobésheve o  (en ucraniano: Старобешеве; en ruso: Старобешево, romanizado: Starobéshevo) es un asentamiento urbano ucraniano perteneciente al óblast de Donetsk. Situado en el sureste del país, hasta 2020 era el centro del raión de Starobésheve, pero actualmente es parte del raión de Kalmiuske y del municipio (hromada) de homónimo. Sin embargo, según el sistema administrativo ruso que ocupa y controla la región, Starobésheve sigue siendo centro del raión homónimo. 
El asentamiento se encuentra ocupado por Rusia desde la guerra del Dombás, siendo administrado como parte de la de facto República Popular de Donetsk.

## Geografía
Starobésheve está en el margen derecho del río Kalmius, 20 km al noroeste de la frontera con Rusia.

## Historia
Starobéshevo fue fundada en 1779 como el pueblo de Béshevo por colonos de origen griego urrumanos que se mudaron del asentamiento de Béshevo en Crimea, de ahí el nombre. Durante gran parte del siglo XIX, perteneció al uyezd de Alexandrovsk de la gobernación de Yekaterinoslav. En 1874, se transfirió al uyezd de Mariúpol de la misma gobernación. Después de 1866, el sitio fue el centro administrativo del vólost de Béshevo y en 1896, pasó a llamarse Starobésheve (para diferenciarla de Novobéshevo).
Tras la revolución de Octubre, los bolcheviques se establecieron en Starobésheve en enero de 1918. Entre abril y noviembre, el pueblo fue ocupado por tropas alemanas y, posteriormente, entre diciembre de 1918 y mayo de 1919 por el Ejército Blanco. En mayo de 1919, el Ejército Rojo ocupó la localidad. Mientras tanto, en enero de 1919 se estableció la República Socialista Soviética de Ucrania y el uyezd de Mariúpol Uyezd se incluyó formalmente en la república, junto con Starobésheve. 
En abril de 1920, el uyezd fue transferido a la recién establecida gobernación de Donetsk. El 7 de marzo de 1923 se estableció el raión de Stila con su centro administrativo en el pueblo de Stila, incluyendo a Starobésheve. En noviembre de 1924, Starobésheve se convirtió en el centro administrativo del raión, y el raion pasó a llamarse raión de Starobésheve. El 2 de julio de 1932, Starobésheve se incluyó en el óblast de Donetsk.
Durante la Segunda Guerra Mundial, Starobésheve fue ocupada por tropas alemanas entre octubre de 1941 y septiembre de 1943.
En 2014, durante la guerra del Dombás, Starobésheve cambió de manos varias veces. Finalmente, pasó a estar bajo el control de la autoproclamada República Popular de Donetsk.

## Demografía
La evolución de la población de Starobésheve entre 1959 y 2022 fue la siguiente:
| 5762                                                          | 6906 | 7986 | 7649 | 7184 | 6293 | 6114 | 6044 |
| (Fuente: Cities & Towns of Ukraine y UKRAINE: Größere Städte) |      |      |      |      |      |      |      |

Según el censo de 2001, la lengua materna de la mayoría de los habitantes, el 93,59%, es el ruso; del 5,90% es el ucraniano.

## Personas ilustres
- Pasha Angelina (1912-1959): udárnik soviética, símbolo de la mujer trabajadora de la URSS.